# MAD2L1BP
MAD2L1BP (англ. MAD2L1 binding protein) – білок, який кодується однойменним геном, розташованим у людей на короткому плечі 6-ї хромосоми. Довжина поліпептидного ланцюга білка становить 274 амінокислот, а молекулярна маса — 31 052.
| 10         |  | 20         |  | 30         |  | 40         |  | 50         |
| ---------- |  | ---------- |  | ---------- |  | ---------- |  | ---------- |
| MAAPEAEVLS |  | SAAVPDLEWY |  | EKSEETHASQ |  | IELLETSSTQ |  | EPLNASEAFC |
| PRDCMVPVVF |  | PGPVSQEGCC |  | QFTCELLKHI |  | MYQRQQLPLP |  | YEQLKHFYRK |
| PSPQAEEMLK |  | KKPRATTEVS |  | SRKCQQALAE |  | LESVLSHLED |  | FFARTLVPRV |
| LILLGGNALS |  | PKEFYELDLS |  | LLAPYSVDQS |  | LSTAACLRRL |  | FRAIFMADAF |
| SELQAPPLMG |  | TVVMAQGHRN |  | CGEDWFRPKL |  | NYRVPSRGHK |  | LTVTLSCGRP |
| SIRTTAWEDY |  | IWFQAPVTFK |  | GFRE       |  |            |  |            |

A: Аланін

C: Цистеїн

D: Аспарагінова кислота

E: Глутамінова кислота

F: Фенілаланін

G: Гліцин

H: Гістидин

I: Ізолейцин

K: Лізин

L: Лейцин

M: Метіонін

N: Аспарагін

P: Пролін

Q: Глутамін

R: Аргінін

S: Серин

T: Треонін

V: Валін

W: Триптофан

Кодований геном білок за функцією належить до фосфопротеїнів. 
Задіяний у такому біологічному процесі, як альтернативний сплайсинг. 
Локалізований у цитоплазмі, цитоскелеті, ядрі.